# Nemesia hastensis
Espèce
Nemesia hastensis est une espèce d'araignées mygalomorphes de la famille des Nemesiidae.

## Distribution
Cette espèce est endémique du Piémont en Italie,. Elle se rencontre dans les provinces d'Asti et d'Alexandrie.

## Description
Le mâle holotype mesure 13,6 mm et la femelle paratype 17,7 mm.

## Étymologie
Son nom d'espèce, composé de hast[a] et du suffixe latin -ensis, « qui vit dans, qui habite », lui a été donné en référence au lieu de sa découverte, Asti.

## Publication originale
- Decae, Pantini & Isaia, 2015 : A new species-complex within the trapdoor spider genus Nemesia Audouin 1826 distributed in northern and central Italy, with descriptions of three new species (Araneae, Mygalomorphae, Nemesiidae). Zootaxa, no 4059(3), p. 525-540.